# Sasori – Scorpion
Sasori – Scorpion (jap. 女囚701号 さそり, Joshū 701-gō: Sasori, dt. weiblicher Häftling Nr. 701: Skorpion) ist ein japanischer Spielfilm von Regisseur Shun’ya Itō aus dem Jahr 1972 und handelt von einer Frau, die sich einer von Männern dominierten Welt entgegenstellt, was unweigerlich auf eine Konfrontation hinausläuft. Das Werk ist der erste Teil einer sechsteiligen Filmreihe, die auf dem Manga Sasori (さそり) von Tōru Shinohara (篠原 とおる) basiert.
Der von den Tōei-Studios produzierte Frauengefängnisfilm zählt zum japanischen Sexploitationkino, genannt Pink Eiga, einer anspruchsvollen Softporno-Variante, die Sex und Gewalt mit einer weiblichen Identifikationsfigur verband. Toeis bedeutendster Exploitationstar der hauseigenen Pinky-Violence-Filme, einer härteren Abart der Pink-Eiga-Streifen, wurde Meiko Kaji, die Anfang der 1970er-Jahre von den Nikkatsu-Studios abgeworben werden konnte.
Die Schauspielerin, die mit der Filmreihe zum Leinwandstar avancierte, sang auch das von Shunsuke Kikuchi komponierte Titellied Urami Bushi (怨み節), welches später auch in Quentin Tarantinos Kill Bill zu hören war.

## Handlung
Die junge Nami Matsushima verliebt sich in den Drogenfahnder Sugimi, der sie als Spitzel in einen Yakuza-Club einschleust. Nami soll, so der Plan des Polizisten, illegale Handelsrouten für Drogengeschäfte erkunden, wird jedoch bald enttarnt und von Mitgliedern der Bande misshandelt und später vergewaltigt. Zu ihrer größten Enttäuschung muss sie feststellen, dass sie von ihrem ehemaligen Liebhaber verraten wurde, der sie der Karriere wegen hintergangen hat; des Weiteren entpuppt er sich als Komplize des Yakuza-Bosses. Entwürdigt, verletzt und enttäuscht versucht sich Matsushima an Sugimi zu rächen, wird jedoch nach einem gescheiterten Mordversuch überwältigt und schließlich zu einer mehrjährigen Gefängnisstrafe in einem Hochsicherheitsgefängnis für Frauen verurteilt.
Drei Jahre später startet Nami Matsushima, Gefangene Nummer 701, die von allen nur „Sasori“ – der Skorpion – genannt wird, mit ihrer Mitinsassin Yuki einen erfolglosen Ausbruchsversuch aus dem Frauengefängnis. Die beiden Flüchtenden werden bald gestellt und wieder dem „härtesten Zuchthaus Japans“ überführt. Als Reaktion auf den Fluchtversuch führt die Gefängnisleitung Kollektivstrafen ein und rationalisiert zunächst die Abgabe von Lebensmitteln. Matsushima und Yuki werden hingegen gefoltert. Beide finden sich gefesselt auf dem Boden einer Einzelzelle wieder, wo sie von einigen Mitgefangenen drangsaliert und von selbstgerechten, sadistische Aufsehern misshandelt werden. Aufgrund ihrer Hartnäckigkeit und ihrem großen Willen erleidet Matsu, im Gegensatz zu ihrer ebenfalls in Einzelhaft befindlichen Gefährtin, alle Qualen und Erniedrigungen, die sie eigentlich brechen sollen. Sie redet nur sehr selten und kämpft gegen ihre innere, unbändige Wut für ihre Rache an Sugimi, der inzwischen zum Leiter der Drogenfahndung aufstieg. Ein Yakuza-Boss beobachtet im Auftrag von Sugimi Matsushima im Gefängnis und macht sie – aufgrund ihres ungewöhnlichen Verhaltens – bald als potentielle Gefahr aus, derer er sich durch die Mitgefangene Katagiri entledigen will. Katagiri soll Matsu töten.
Matsu wird nach Ausschreitungen verfeindeter Häftlinge, in die sie involviert war, wieder in Einzelhaft mit einem weiblichen Polizeispitzel, Kito, genommen. Der Gefängnisdirektor erhofft sich so sie endlich zum Reden zu bringen. Doch nachdem auch dieses Vorhaben misslingt, folgen erneute Kollektivstrafen. Alle Gefangenen werden zum Arbeitsdienst herangezogen, wo sie unter Aufsicht stundenlang Löcher in den steinigen Boden buddeln und wieder zuschütten müssen. Die körperlich sehr anstrengende Tätigkeit schürt neben dem Hass auf Matsu, auch eine regelrechte Unruhe, in deren Verlauf es zu einer Revolte gegen die Aufseher mit Toten auf beiden Seiten kommt. Mit Waffen überwältigter, zum Teil auch toter Wärter, gelingt es den inhaftierten Frauen, drei ihrer Peiniger als Geisel zu nehmen und sich in einem Lagerhaus zu verschanzen. Die allgemeine Unruhe nutzt auch Katagiri aus und schießt mit einem erbeuteten Gewehr auf Matsu, trifft jedoch nur ihre Fluchtgefährtin Yuki, die sich mutig zwischen Matsu und die Schützin stellt. Yuki verstirbt an den Folgen ihrer Verletzungen, kann ihrer Freundin aber noch den Namen der Schützin mitteilen: Katagiri.
Im umstellten Lagerhaus entpuppt sich derweil Ōtsuka als Rädelsführerin von etwa 60 Frauen, darunter auch Katagiri, die neben Essen und besseren Haftbedingungen auch Nami Matsushima im Austausch gegen die Geiseln fordern. Der Gefängnisdirektor ist jedoch nicht gewillt auf die Erpressung der Geiselnehmerinnen einzugehen, zögert jedoch nicht ihnen Matsu auszuliefern, die im Lagerhaus ein weiteres Martyrium erleidet. Sie wird mehrfach von Ōtsuka und ihrem Gefolge misshandelt, deren aussichtslose Lage man auf Matsu zurückführt. Nachdem die Gruppe ein wenig zur Ruhe gekommen ist, versucht Katagiri Matsu zu verbrennen, wird jedoch von der aufgebrachten Gruppe daran gehindert, die in Katagiri eine Verräterin sieht, die sie allesamt verbrennen will. In diesem Moment stürmen die Wärter den Lagerraum, es kommt zu einem Feuergefecht mit allgemeinen Tumulten. In diesem Durcheinander entzündet Matsu ein Feuer, das sich rasch zu einem größeren Brand entwickelt und die gefangene Katagiri erreicht, die so qualvoll verbrennt. Matsu selbst gelingt die Flucht.
Als schwarzgekleidete „Sasori“ startet sie in der Freiheit ihren Rachefeldzug und tötet zunächst einige Yakuza-Mitglieder, die sie einst schlugen und vergewaltigten, sowie deren Chef, Yakuza-Boss Takenaka. Ihrem letzten Opfer, Sugimi, lauert sie im Polizeihauptquartier auf und tötet ihn mit mehreren Messerstichen auf dem Dach des Gebäudes. In der letzten Einstellung des Films sieht man sie wieder als Inhaftierte durch einen Zellentrakt des Frauengefängnisses wandern.

## Produktionsnotizen
Regisseur Shun’ya Itō, der unter anderem dem renommierten japanischen Filmemacher Teruo Ishii assistierte, schuf mit seinem Erstlingswerk Sasori – Scorpion den Auftakt einer sechsteiligen Verfilmung nach dem populären Manga „Sasori“ von Tōru Shinohara, der auch schon die Vorlage für Tōeis kommerziell äußerst erfolgreiche Gefängnisserie 網走番外地 (Abashiri bangaichi) lieferte. Sein Werk, das der populären japanischen Frauengefängnisfilm-Reihe zugeordnet werden kann, einer Mischung aus Arthouse- und Exploitationfilm, kombiniert dabei Gewalt, Blut und Sex mit expressionistischen Bildern, innovativen Kameraeinstellungen und Schnitten, deren experimenteller Charakter dem Film eine noch größere Manga-Ähnlichkeit verleiht.
Die Hauptdarstellerin Meiko Kaji, die zuvor hauptsächlich durch die Stray-Cat-Rock-Serie bekannt und bei den Nikkatsu-Studios unter Vertrag war, wechselte zu den Toei-Studios. Hier steigerte sie ihren Bekanntheitsgrad mit der Sasori-Serie (japanisch für „Skorpion“). Im ersten Teil erhält man jedoch keinen Aufschluss, wie sie an diesen Namen gelangte. Im Gegensatz zum Manga, in dem Nami „Matsu“ Matsushima ständig mit Obszönitäten um sich wirft, ist sie in der Filmversion ein extrem schweigsamer Charakter, der alle Misshandlungen mit einer stoischen Ruhe erträgt.
Insgesamt gibt es vier sogenannte „Female Prisoner“-Filme mit Meiko Kaji in der Hauptrolle. Nach Sasori – Scorpion folgten die beiden Fortsetzungen Sasori – Jailhouse 41 (1972) und Sasori – Den of the Beast (1973) von Regisseur Shun’ya Itō, sowie Sasori – Grudge Song (1973) von Yasuharu Hasebe. Die letzten beiden Teile der sogenannten Female-Prisoner-Sasori-Reihe fanden ohne die Mitwirkung Meiko Kajis wenig Beachtung beim Kinopublikum. Die Hauptrolle wurde stattdessen von Yumi Takigawa (in Shin Joshū Sasori: 701-gō) bzw. Yōko Natsuki (in Shin Joshū Sasori: Tokushu-bō X) gespielt. Anfang der 1990er Jahre entstand unter dem Titel Scorpion Woman Prisoner: Death Treat eine weitere Verfilmung des Stoffes. Dem folgte 2008 ein Remake mit dem Originaltitel Sasori und dem deutschen Titel Sasori - Besessen von Rache.

## Kritiken
Björn Becher schrieb auf der Internetseite filmstarts.de, der Regisseur biete mit „Sasori 1 – Scorpion ein wahres Feuerwerk an inszenatorischen Einfällen“, die nicht um der „formalen Spielerei Willen“ geschähen, sondern stets „der Handlung und den gesellschaftskritischen Elementen des Films“ dienten.
Das Lexikon des internationalen Films schrieb, der Film sei ein „Frauengefängnisfilm mit viel Sex und überharten Gewaltszenen, der eine ebenso stoische wie unbarmherzige Frau in den Mittelpunkt“ stellte. Der Film sei ferner „Exploitation auf visuell hohem Niveau mit verstörenden Bildern.“